# 特威德河畔貝里克區
特威德河畔貝里克區（英語：Berwick-upon-Tweed），英國英格蘭東北區域諾森伯蘭郡的一個非都市區（地方第二級區政府），區議會所在地位於特威德河畔貝里克鎮（人口11,665）。

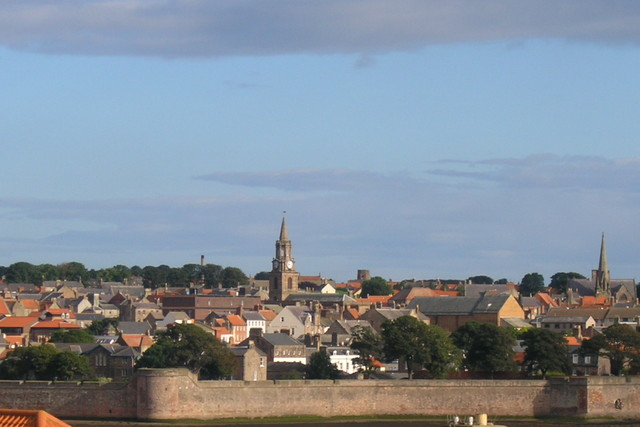
特威德河畔貝里克鎮

特威德河畔贝里克